# Enmyō-ji

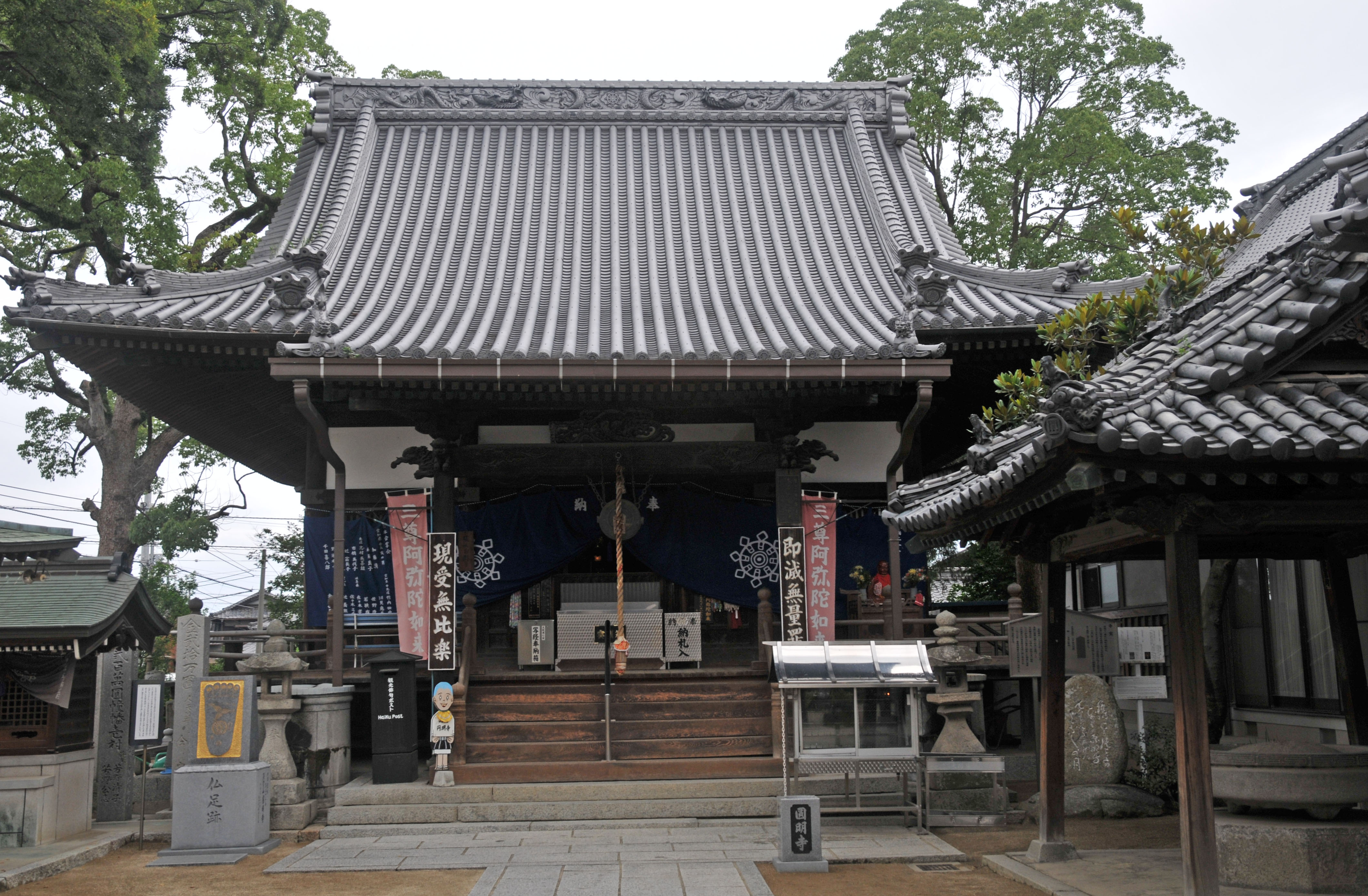
Haupthalle

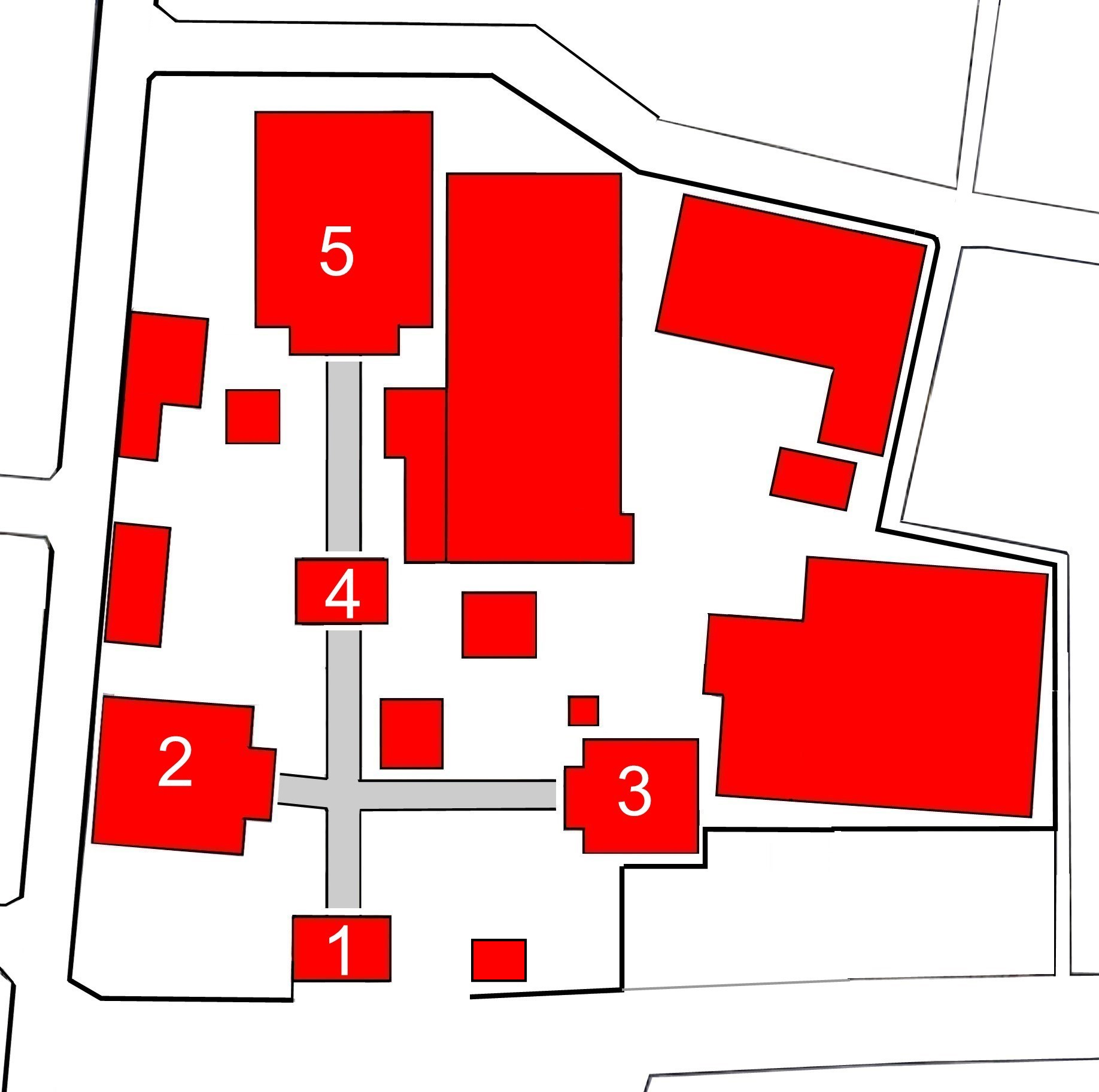
Plan des Tempels (s. Text)

Der Enmyō-ji (japanisch 圓明寺) mit den Go Sugazan (須賀山) und Shōchiin (正智院) ist ein Tempel der Buzan-Richtung (豊山派) des Shingon-Buddhismus in der Stadt Matsuyama (Präfektur Ehime). In der traditionellen Zählung ist er der 53. Tempel des Shikoku-Pilgerwegs.

## Geschichte
Der Überlieferung nach wurde der Tempel im 1. Jahr Tempyō-Shōhō (749)  auf Wunsch des Kaisers Shōmu von Priester Gyōki errichtet, der dafür die Hauptkultfigur, einen Amida-Buddha und als Begleiterinnen eine heilige Kannon und eine heilige Seishi (勢至菩薩) anfertigte. Es entstand eine vollständige Tempelanlage (七堂伽藍 Shichdō garan) mit allen dazu gehörenden Bauten. Damals befand sich der Tempel auf einem Hügel in der Nähe der Küste.
Später besuchte Priester Kūkai die Tempelanlage und baute sie wieder auf, aber in der Kamakura-Zeit litt der Tempelwieder unter Verwüstungen. Während der Gemma-Ära (1615–1624) verlegte der wohlhabende Suga Shigehisa (須賀重久) den Tempel an den heutigen Standort. 1636 kam der Tempel auf Anweisung von Prinz Kakushin-hosshinnō (覚深法親王; 1588–1648) an den Ninna-ji und wurde wieder hergerichtet.

## Anlage
Von der Straße her betritt man den Tempel durch das Niō-Tor (仁王門; 1) und hat dann zur Linken die Halle, die dem Tempelgründer gewidmet ist, die Daishidō (大師堂; 2). Zur Rechte steht der kleine Kannon-Pavillon (観音堂; 3). Geht man weiter, passiert man ein zweites Tor, das als Turmtor (楼門, Rōmon; 4) gebaut ist. Dann steht man vor der Haupthalle (本堂, Hondō; 5). Sowohl die Haupthalle als auch die Daishidō zeigen an der Vorderseite eine Dachform, die „chinesisch“ (唐破風, Kara hafu) genannt wird, und die im 17., 18. Jahrhundert populär war.

## Sonstiges
Im März des Jahres 1924 entdeckte der Amerikaner Dr. Frederick Starr (1858–1933), Japankenner und Volkskundler, von den Japanern auch „Dr. Talisman“ (お札博士, Ofuda hakase) genannt, unter dem Altarschrank (厨子, Zushi) eine Votivgabe aus Kupferblech mit den Maßen 24 × 9,7 cm und einer Dicke von 1 mm. Sie ist auf das Jahr 1650 datiert und ist damit die älteste dieser Art in Japan. Die Tafel stammt von Jōshin (常信), der für den Wiederaufbau des Gochisan Renge-ji (五知山 蓮華寺) in Kioto den bekannt ist. In dem Votivspruch findet sich zum ersten Mal der Begriff „Henrō“ (遍路), also die Kurzbezeichnung für den „Besuch aller Tempel“ auf dem Shikoku-Pilgerweg.

## Bilder

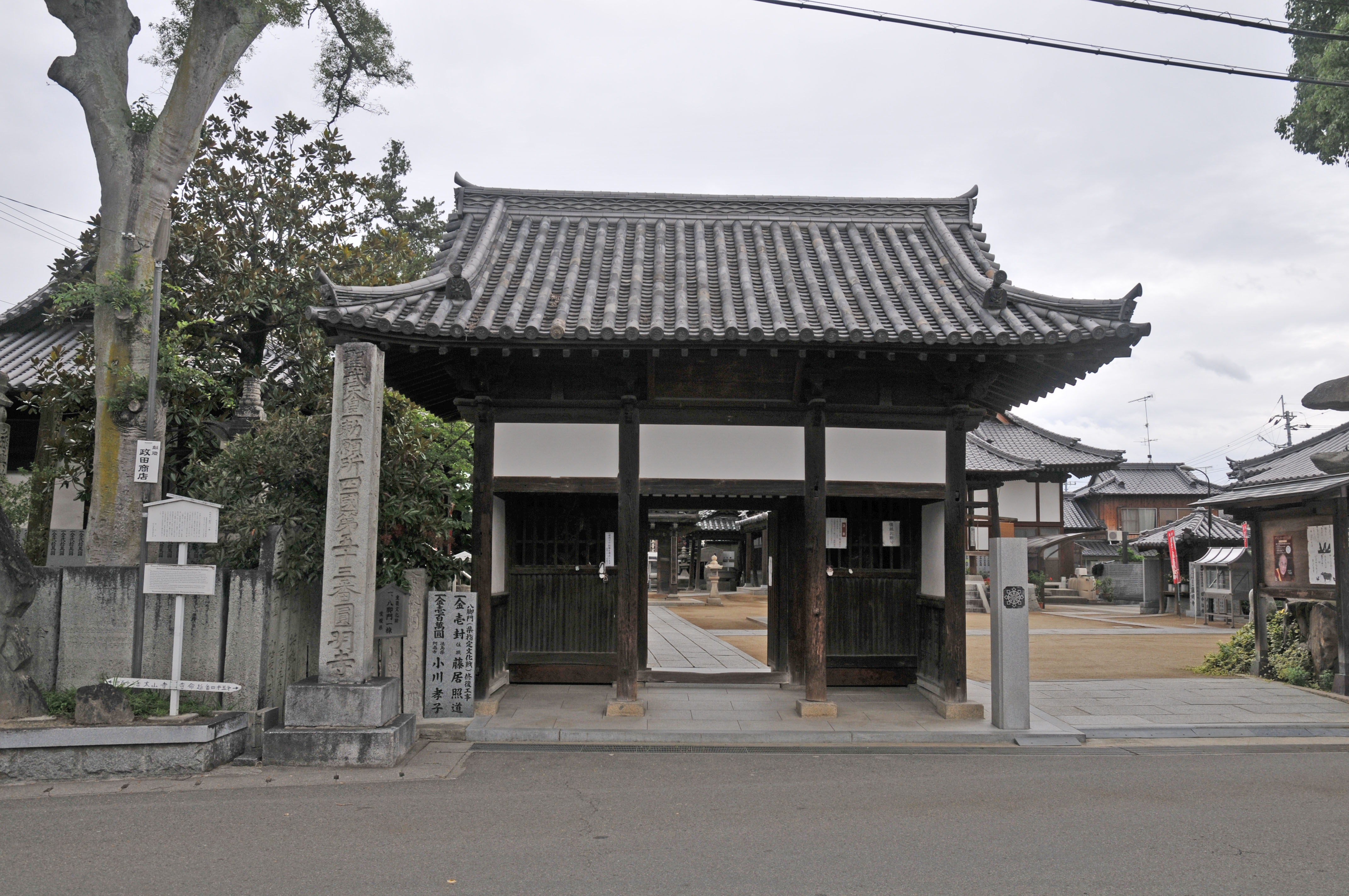
1. Tempeltor
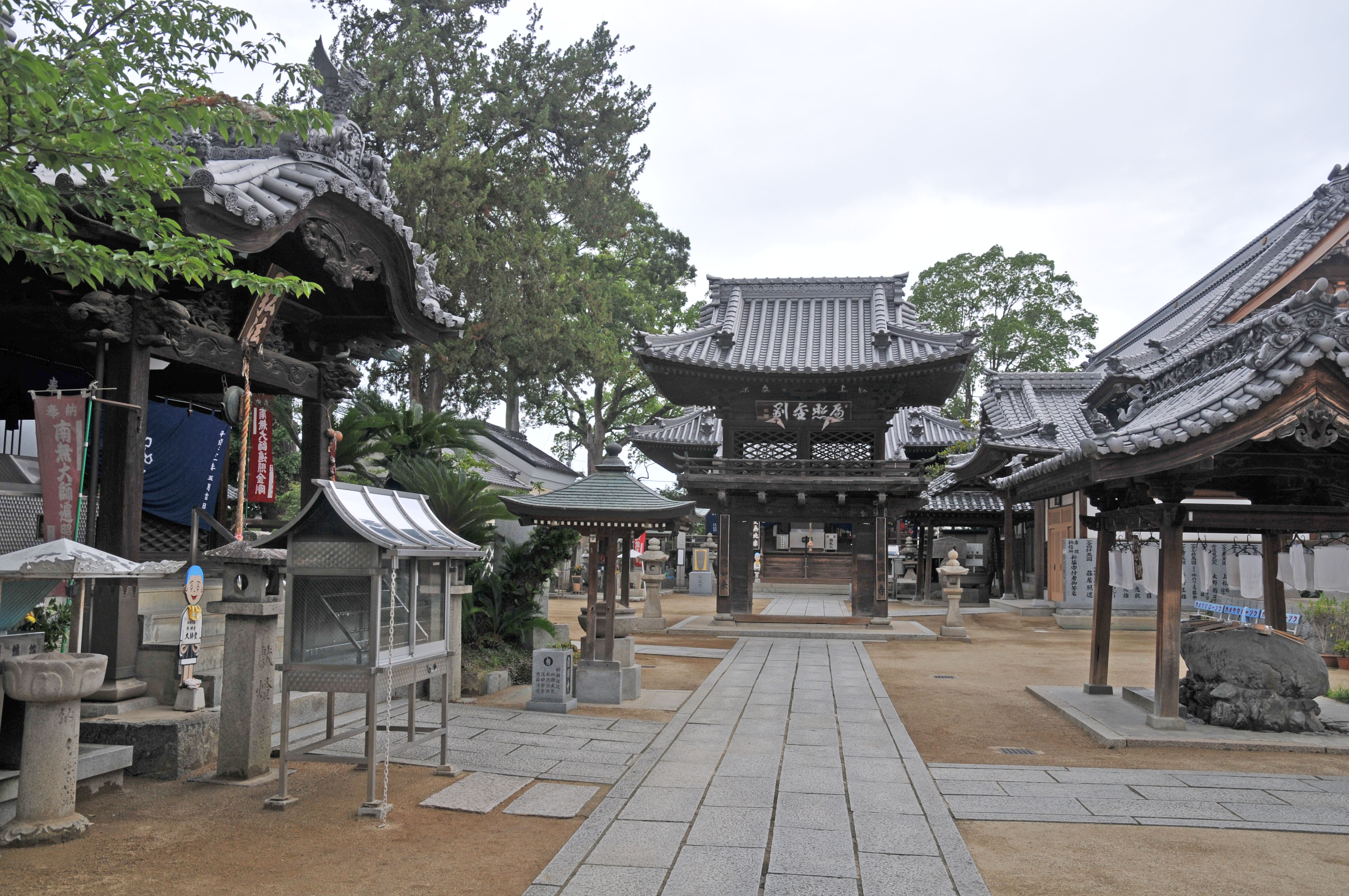
2. Tempeltor
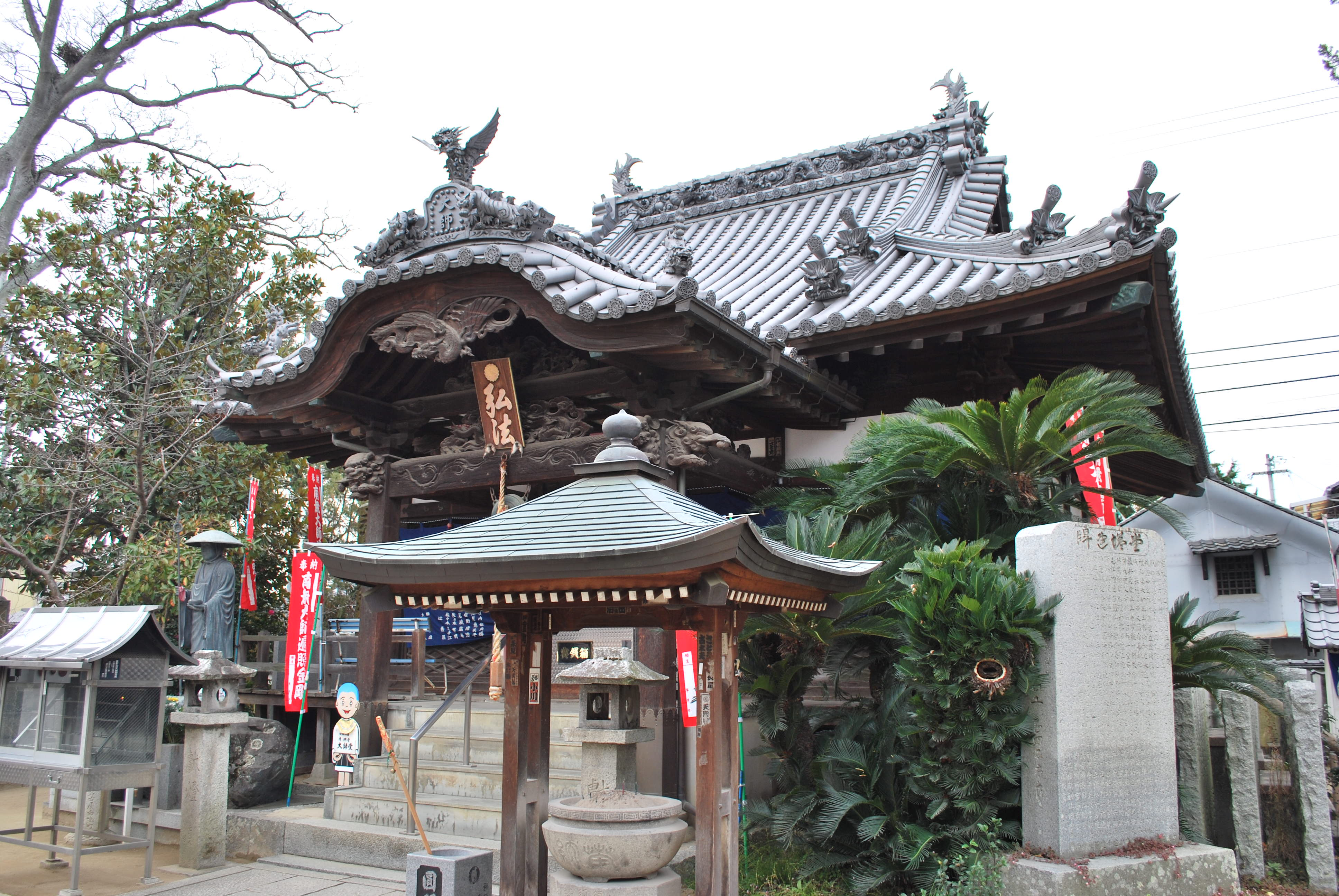
Daishidō
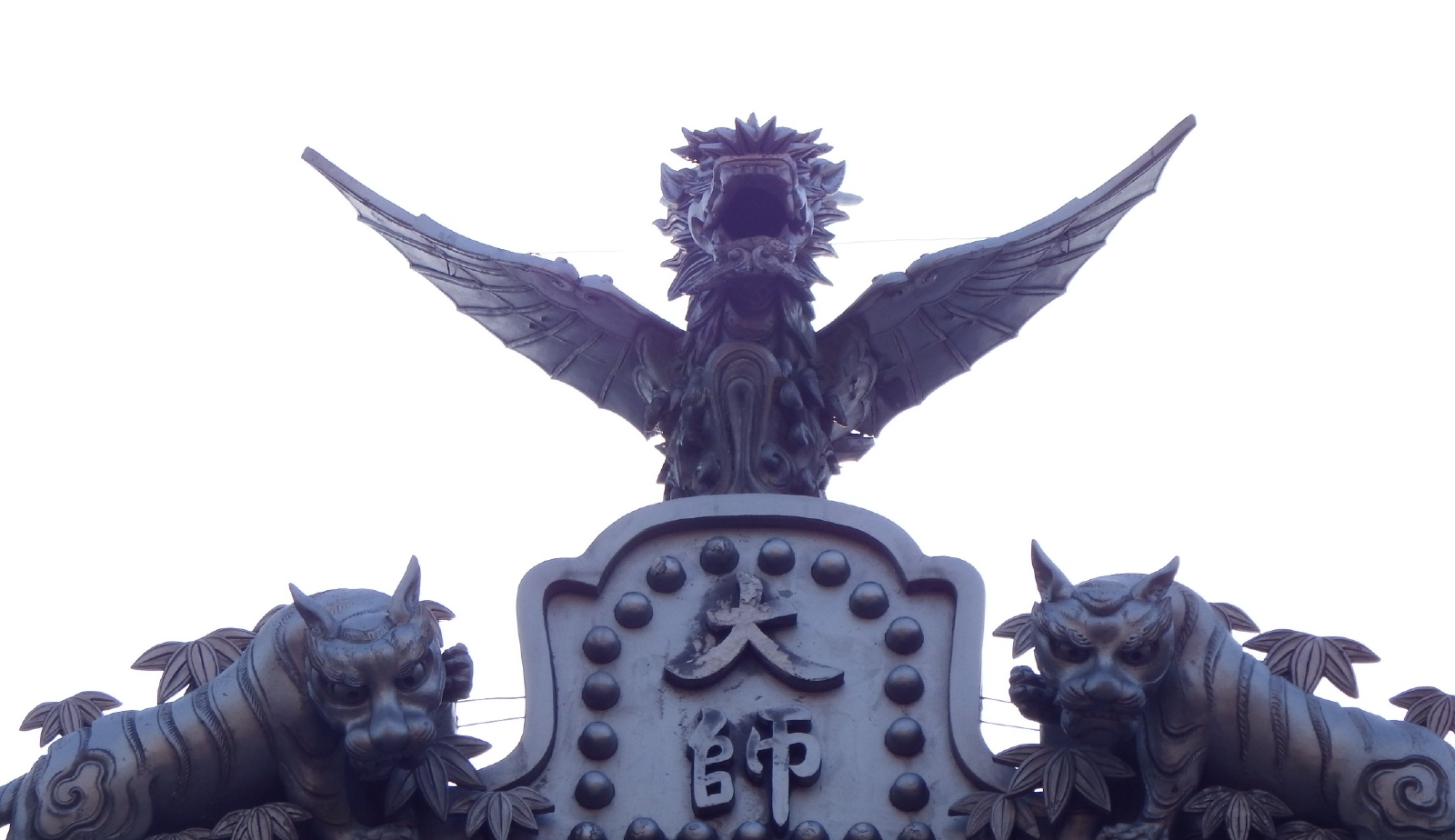
Daishidō, Firstschmuck
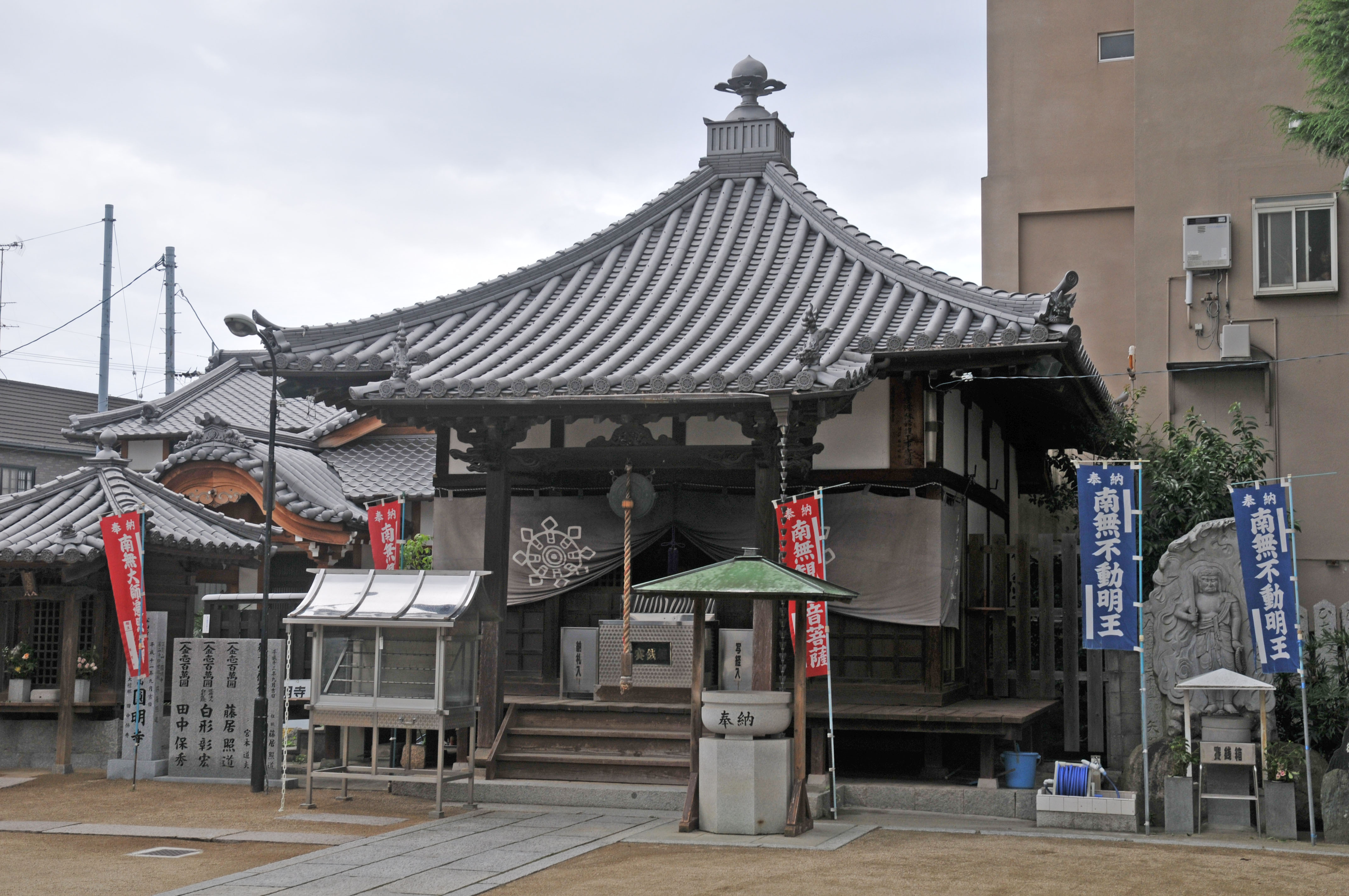
Kannondō
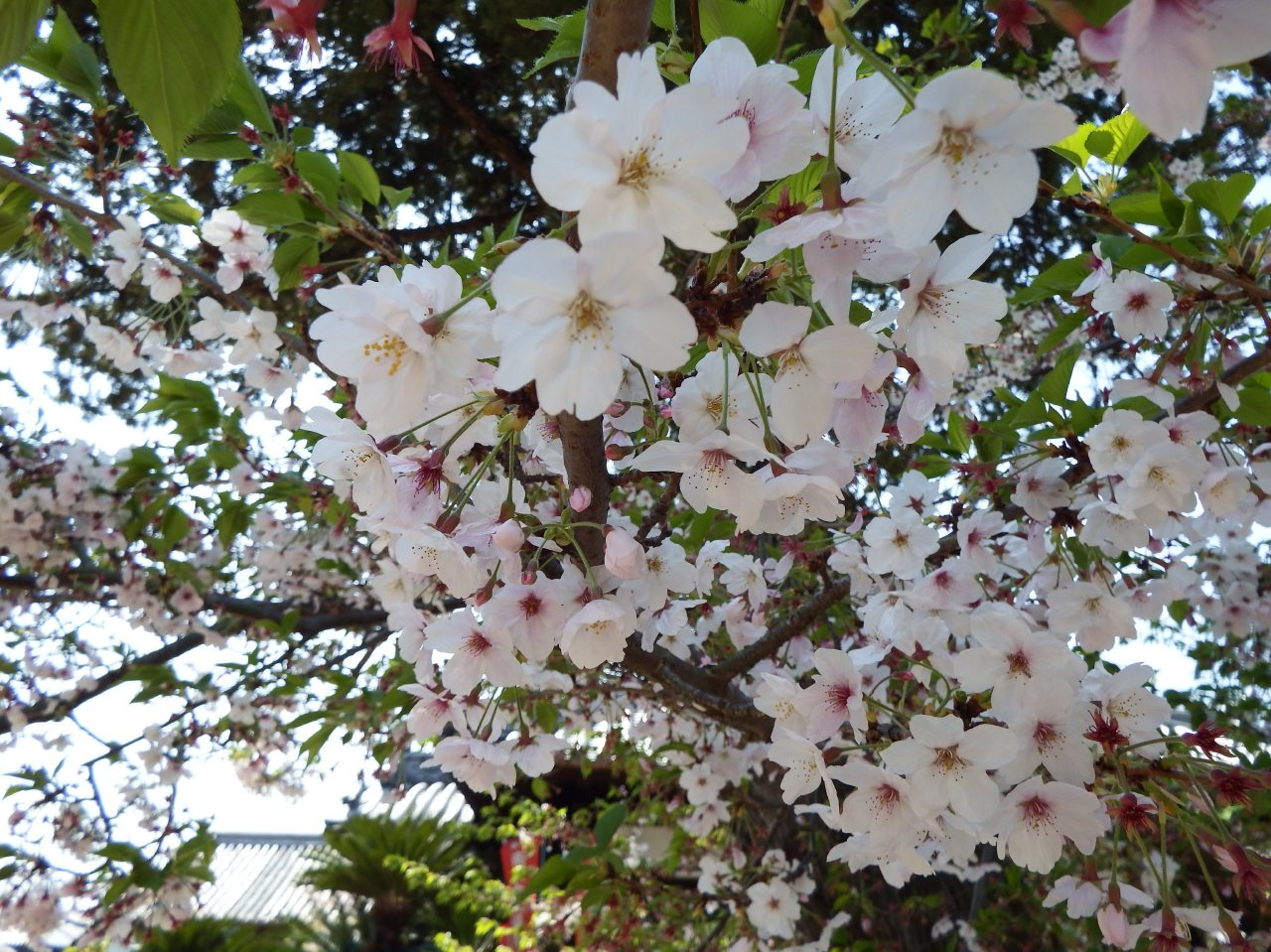
Kirschblüten